# Hexagone de Sierpinski

Hexagone de Sierpinski

 (signalé en mai 2025).
Si vous disposez d'ouvrages ou d'articles de référence ou si vous connaissez des sites web de qualité traitant du thème abordé ici, merci de compléter l'article en donnant les références utiles à sa vérifiabilité et en les liant à la section « Notes et références ».
- Archive Wikiwix
- Bing
- Cairn
- DuckDuckGo
- E. Universalis
- Gallica
- Google
- G. Books
- G. News
- G. Scholar
- Persée
- Qwant
- (zh) Baidu
- (ru) Yandex
- (wd) trouver des œuvres sur Wikidata

L'hexagone de Sierpinski est une des fractales réalisées par le mathématicien Wacław Sierpiński[réf. nécessaire].

## Histoire
Une figure fractale (ou fractale) est une courbe ou surface de forme irrégulière ou morcelée qui se crée en suivant des règles impliquant une homothétie interne. La dimension fractale a été introduite par le mathématicien Felix Hausdorff et développée par Abram Besicovitch. C'est une grandeur qui traduit la façon dont un ensemble fractal remplit l'espace, à toutes les échelles. 
Il existe plusieurs définitions d’une dimension fractale, qui peuvent donner des résultats différents. L'une d'elles est la dimension de Hausdorff-Besicovitch (ou dimension de Hausdorff).
Waclaw Sierpinski, mathématicien polonais, professeur à l'université de Lvov puis de Varsovie, a travaillé entre autres sur :
- la théorie analytique des nombres,
- les images fractales : à partir d'une figure de base, répéter indéfiniment une transformation,
- les courbes permettant de remplir un carré.

L’hexagone de Sierpinski est une des fractales en dimension 2 de Sierpinski.

## Construction
Une des plus importantes propriétés propres aux fractales est leur autosimilarité : chaque partie est une réduction du tout (c'est-à-dire que l’objet est fait d’une répétition d’un même motif à l’infini). Ces parties ont la même forme, la même structure et les mêmes proportions que l'objet tout entier sauf qu'elles sont à une échelle différente. La deuxième particularité des fractales est leur dimension propre appelé dimension fractale. En effet contrairement à la géométrie euclidienne, qui ne s’applique qu’à des figures lisses, et où tous les objets possèdent une dimension entière, topologique. Les fractales ne possèdent pas forcément des dimensions entières, et auront toujours une dimension strictement supérieure à leurs dimensions topologiques, euclidienne.
Le principe général de construction d'une fractale de Sierpinski est le suivant. On part d'un objet contenant un certain nombre p de parties isométriques entre elles, qui lui sont homothétiques et qui ne se coupent que suivant leurs frontières ; on évide dans l'objet le complémentaire des parties homothétiques et on recommence l'opération à l'infini dans chacun des p objets homothétiques. 
L'objet limite n'est alors autre que l'attracteur des p homothéties transformant l'objet de départ en ses parties homothétiques.
L'hexagone de Sierpinski est obtenu à partir d'un hexagone, puis à chaque pointe de l'hexagone, un autre hexagone ayant pour centre la pointe de celui-ci, et ainsi de suite. Le tout pouvant être répété à l'infini.